# Musculus gracilis
De musculus gracilis of slanke spier is een spier in het bovenbeen. Het is een van de 'adductoren van het bovenbeen' en trekt, net zoals de overige adductoren, de benen naar elkaar toe. De musculus gracilis draait verder het been naar binnen, dat heet endorotatie, en draagt aan het buigen van de heup en de knie bij.

## Beschrijving
De musculus gracilis is de spier die aan de binnenzijde, de mediale zijde, van het dijbeen het meest aan de oppervlakte ligt. De spier is aan de bovenzijde plat en breed, aan de onderzijde loopt hij taps toe. De oorsprong, de origo, is een dunne peesplaat vanaf de voorkant van de onderste rand van de schaambeenvoeg en de onderste boog van het schaambeen, de ramus inferior ossis pubis. De spiervezels lopen verticaal naar beneden en eindigen in een ronde pees, die achter de condylus medialis femoris, de binnenste knobbel van het dijbeen achter de knie, langs loopt en dan naar de condylus medialis tibiae, de bobbel op het scheenbeen bij de knie, waar hij weer platter wordt, en aanhecht aan het mediale oppervlak, dus de binnenzijde, van het scheenbeen, beneden de condyl. Hierdoor is de spier ook een adductor van het onderbeen. Bij zijn aanhechting bevindt de pees zich onmiddellijk boven de pezen van de musculus semitendinosus, een van de hamstrings, en zijn bovenrand wordt door de pees van de musculus sartorius overlapt met wie hij uiteindelijk de pes anserinus vormt. De pes anserinus wordt door een slijmbeurs van het ligamentum collaterale mediale gescheiden.
Enkele vezels van het onderste gedeelte van de pees zetten zich voort in de diepe fascie van het been.

## Aangrenzende structuren
De spier wordt aan de mediale, oppervlakkige, zijde door de fascia lata overdekt en aan de onderzijde met de musculus sartorius, de nervus saphenus. De vena saphena magna kruist hem oppervlakkig van de fascia lata. Zijn laterale, diep gelegen zijde grenst aan de musculus adductor longus, brevis, magnus en aan het ligamentum collaterale mediale, waarvan de pees door een slijmbeurs is gescheiden.